# Norddeutsche Futsal-Meisterschaft 2016
Die Norddeutsche Futsal-Meisterschaft 2016 war die zehnte Austragung dieses Wettbewerbs. Das Turnier fand am 6. Februar 2016 in der WinArena in Winsen an der Luhe statt. Sieger wurde der FC St. Pauli vor den Hamburg Panthers. Beide Mannschaften qualifizierten sich für die Deutsche Futsal-Meisterschaft 2016.

## Teilnehmer
Für die Norddeutsche Futsal-Meisterschaft qualifizierten sich die Meister und Vizemeister der vier Landesverbände des Norddeutschen Fußball-Verbandes. Darüber hinaus stellte Hamburg noch einen dritten Teilnehmer.
| Platz | Bremen        | Hamburg          | Niedersachsen    | Schleswig-Holstein  |
| 1     | Brinkumer SV  | Hamburg Panthers | Hannover 96      | Inter Türkspor Kiel |
| 2     | Werder Bremen | FC St. Pauli     | BFC Braunschweig | TSV Wankendorf      |
| 3     |               | Hamburger SV     |                  |                     |

## Vorrunde
Die Mannschaften wurden per Losverfahren auf drei Dreiergruppen aufgeteilt. Innerhalb der Gruppe spielte jede Mannschaft einmal gegen jede andere. Die Gruppensieger und Gruppenzweiten erreichten die Zwischenrunde.

### Gruppe A
| Pl. | Verein              | Sp. | S | U | N | Tore    | Diff. | Punkte |
| --- | ------------------- | --- | - | - | - | ------- | ----- | ------ |
| 1.  | FC St. Pauli        | 2   | 2 | 0 | 0 | 006:100 | +5    | 06     |
| 2.  | Brinkumer SV        | 2   | 1 | 0 | 1 | 004:400 | ±0    | 03     |
| 3.  | Inter Türkspor Kiel | 2   | 0 | 0 | 2 | 001:600 | −5    | 0      |

|                     | Ergebnis |                     |
| ------------------- | -------- | ------------------- |
| Inter Türkspor Kiel | 1:2      | FC St. Pauli        |
| Brinkumer SV        | 4:0      | Inter Türkspor Kiel |
| FC St. Pauli        | 4:0      | Brinkumer SV        |

### Gruppe B
| Pl. | Verein         | Sp. | S | U | N | Tore    | Diff. | Punkte |
| --- | -------------- | --- | - | - | - | ------- | ----- | ------ |
| 1.  | TSV Wankendorf | 2   | 1 | 0 | 1 | 005:500 | ±0    | 03     |
| 2.  | Hannover 96    | 2   | 1 | 0 | 1 | 004:400 | ±0    | 03     |
| 3.  | Hamburger SV   | 2   | 1 | 0 | 1 | 003:300 | ±0    | 03     |

|                | Ergebnis |                |
| -------------- | -------- | -------------- |
| Hamburger SV   | 3:1      | TSV Wankendorf |
| Hannover 96    | 2:0      | Hamburger SV   |
| TSV Wankendorf | 4:2      | Hannover 96    |

### Gruppe C
| Pl. | Verein           | Sp. | S | U | N | Tore    | Diff. | Punkte |
| --- | ---------------- | --- | - | - | - | ------- | ----- | ------ |
| 1.  | Hamburg Panthers | 2   | 1 | 1 | 0 | 007:200 | +5    | 04     |
| 2.  | Werder Bremen    | 2   | 1 | 0 | 1 | 005:600 | −1    | 03     |
| 3.  | BFC Braunschweig | 2   | 0 | 1 | 1 | 003:700 | −4    | 01     |

|                  | Ergebnis |                  |
| ---------------- | -------- | ---------------- |
| Werder Bremen    | 0:5      | Hamburg Panthers |
| BFC Braunschweig | 1:5      | Werder Bremen    |
| Hamburg Panthers | 2:2      | Werder Bremen    |

## Zwischenrunde
Die sechs verbliebenen Mannschaften bildeten zwei neue Dreiergruppen, in denen erneut jeder gegen jeden spielte. Die Gruppensieger und Gruppenzweiten erreichten das Halbfinale.

### Gruppe D
| Pl. | Verein           | Sp. | S | U | N | Tore    | Diff. | Punkte |
| --- | ---------------- | --- | - | - | - | ------- | ----- | ------ |
| 1.  | Hamburg Panthers | 2   | 1 | 1 | 0 | 005:100 | +4    | 04     |
| 2.  | FC St. Pauli     | 2   | 1 | 1 | 0 | 003:100 | +2    | 04     |
| 3.  | Hannover 96      | 2   | 0 | 0 | 2 | 000:600 | −6    | 0      |

|                  | Ergebnis |                  |
| ---------------- | -------- | ---------------- |
| Hannover 96      | 0:4      | Hamburg Panthers |
| FC St. Pauli     | 2:0      | Hannover 96      |
| Hamburg Panthers | 1:1      | FC St. Pauli     |

### Gruppe E
| Pl. | Verein         | Sp. | S | U | N | Tore    | Diff. | Punkte |
| --- | -------------- | --- | - | - | - | ------- | ----- | ------ |
| 1.  | Werder Bremen  | 2   | 1 | 1 | 0 | 007:300 | +4    | 04     |
| 2.  | Brinkumer SV   | 2   | 1 | 1 | 0 | 005:300 | +2    | 04     |
| 3.  | TSV Wankendorf | 2   | 0 | 0 | 2 | 002:800 | −6    | 0      |

|                | Ergebnis |                |
| -------------- | -------- | -------------- |
| TSV Wankendorf | 1:5      | Werder Bremen  |
| Brinkumer SV   | 3:1      | TSV Wankendorf |
| Werder Bremen  | 2:2      | Brinkumer SV   |

## Finalrunde

### Halbfinale
|                  | Ergebnis |              |
| ---------------- | -------- | ------------ |
| Hamburg Panthers | 4:2      | Brinkumer SV |
| Werder Bremen    | 1:6      | FC St. Pauli |

### Spiel um Platz drei
|              | Ergebnis |               |
| ------------ | -------- | ------------- |
| Brinkumer SV | 3:1      | Werder Bremen |

### Finale
|                  | Ergebnis |              |
| ---------------- | -------- | ------------ |
| Hamburg Panthers | 1:3      | FC St. Pauli |